# 埃米莉·马斯克特
埃米莉·马斯克特（英語：Emily Muskett，1989年10月22日—），旧姓戈德利（Godley），英国女子举重运动员，2018年英联邦运动会女子75公斤级金牌得主、2019年欧洲举重锦标赛女子71公斤级银牌得主、2021年欧洲举重锦标赛女子71公斤级金牌得主。